# Rendu fovéal
Ne doit pas être confondu avec Fovéation.

Utilisation du rendu fovéal pour une transmission progressive d'une image.

Le rendu fovéal se concentre sur la zone fovéale (centre de l'image).

Le rendu fovéal (en anglais foveated imaging) est un terme technique, utilisé en imagerie informatique, désignant une stratégie de calcul qui sert à optimiser l'affichage graphique.

## Applications

### Réalité virtuelle
En réalité virtuelle, le principe serait de ne calculer précisément que la zone très réduite du champ de vision (zone fovéale) dans le but de libérer de la puissance de calcul de la machine, pour rendre la succession d'images plus fluide. L'objectif est d'éviter l'effet de cinétose en atteignant un nombre d'images par seconde suffisant (environ 60 à 90 images par seconde),. Cela nécessite d'intégrer un suivi oculaire (eye-tracking) aux casques de réalité virtuelle.

## Exemple d'image sous le rendu fovéal

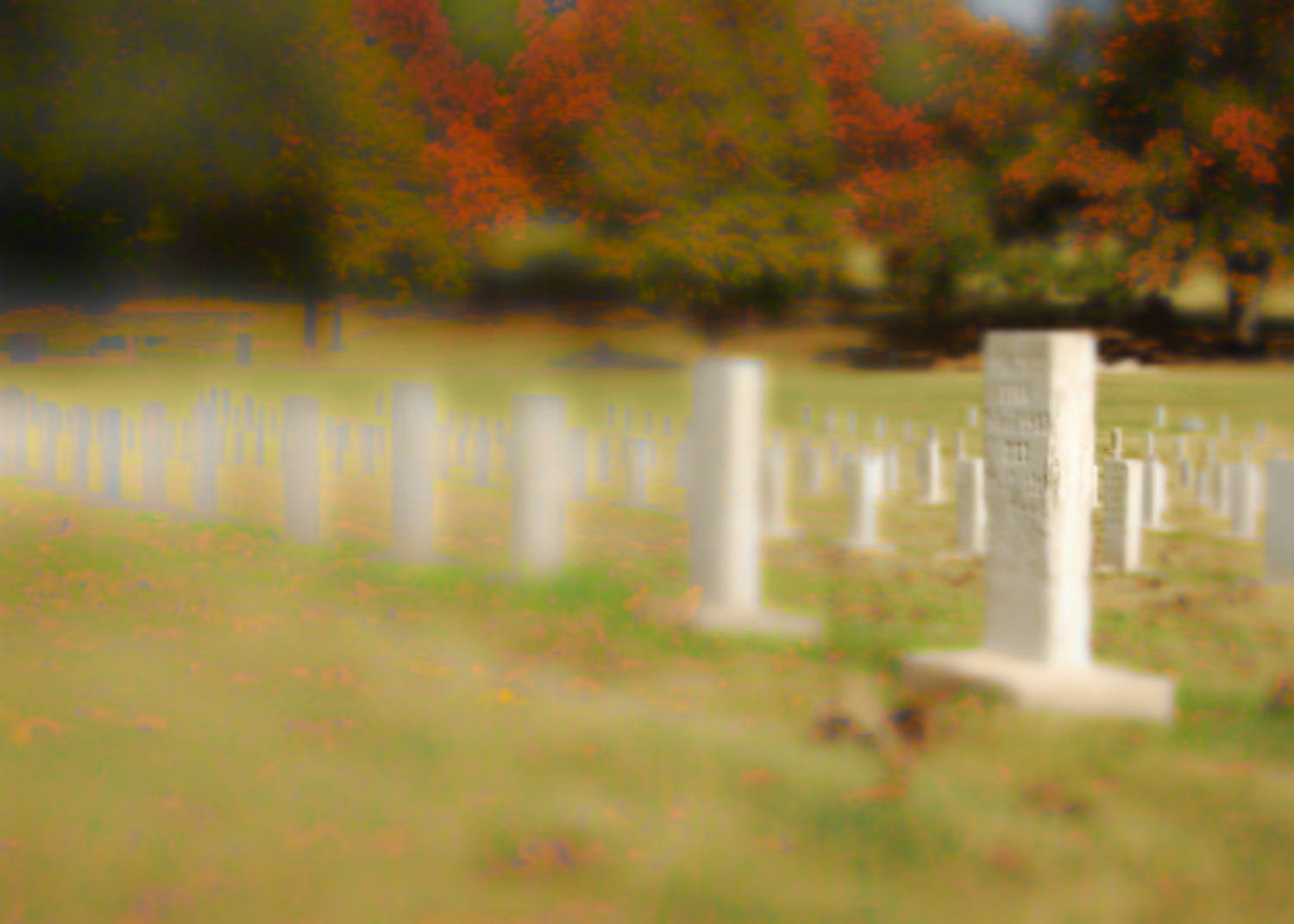